# توتال وار: آرنا
«توتال وار: آرنا» (انگلیسی: Total War: Arena) یک بازی ویدئویی است که توسط سگا و در پلت‌فرم مایکروسافت ویندوز منتشر خواهد شد.
«توتال وار: آرنا» به دلیل برآورده نشدن انتظارات سازندگان، در نوامبر ۲۰۱۸ دیگر بازیکن جدیدی نپذیرفت و در مارس ۲۰۱۹ برای همیشه بسته شد. «توتال وار» از بازیکنان این بازی قدردانی نمود.